# Bunburia prima
Bunburia prima is een naaldkreeftjessoort uit de familie van de Agathotanaidae. De wetenschappelijke naam van de soort is voor het eerst geldig gepubliceerd in 2012 door Józwiak & Jakiel.